# Wim de Groot (schilder)
Johannes Willem Simon de Groot (Rotterdam, 2 september 1877 - Lunteren, 3 februari 1956) was een Nederlandse schilder. Naast schilder was hij ook tekenaar, en lithograaf. Onderwerpen zijn onder andere interieur, landschap, portret en stillevens.
De Groot had les gehad van onder andere Alexander Henri Robert van Maasdijk en Jan Striening. Hij was bevriend met Edzard Koning en Jan van Vuuren.
De Groot werkte in Rotterdam, Blaricum, Nunspeet, Heeze en Oirschot. Vanaf 1920 tot zijn dood woonde hij in Lunteren. Hij heeft studiereizen gemaakt naar Napels en Spanje. Zijn opleiding heeft hij gevolgd aan de Academie voor Beeldende Kunsten Rotterdam, de Academie des Beaux-Arts in Brussel en de Academie des Beaux-Arts in Parijs.
Het Noord Veluws Museum heeft een belangrijke collectie schilderijen van De Groot. Ook Museum Kempenland heeft werken in haar collectie. De Groot was lid van Arti et Amicitiae en Sint Lucas Amsterdam. 
- Biografisch Portaal: 13603768
- International Standard Name Identifier: 0000 0000 7075 7907
- Nederlandse Thesaurus van Auteursnamen: 16034462X
- RKD-Nederlands Instituut voor Kunstgeschiedenis: 34175
- Union List of Artist Names: 500091449
- Virtual International Authority File: 96348909
- WorldCat: E39PBJdWQgXJxrJHqPGqjGmmVC